# Raymond Rouleau
Edgard Marie Raymond Rouleau (* 4. Juni 1904 in Brüssel, Belgien; † 11. Dezember 1981 in Paris, Frankreich) war ein belgischer Schauspieler und Regisseur mit Hauptbetätigungsfeld in Frankreich.

## Leben und Wirken
Rouleau besuchte im Alter von 14 Jahren das Konservatorium seiner Heimatstadt Brüssel und ging anschließend nach Paris, wo er in den 1920er Jahren Theater zu spielen begann. Man sah ihn in zahlreichen klassischen und modernen Rollen; in fünf Jahrzehnten, von 1931 bis zu seinem Tode 1981, wechselte Rouleau aber auch immer wieder zur Regie und inszenierte eine Fülle von Stücken an unterschiedlichen Pariser Spielstätten. Am Broadway in New York führte er im Winter 1951/52 am Fulton Theatre bei Colettes Gigi mit Audrey Hepburn in der Titelrolle Regie. Rouleau wirkte nicht nur am klassischen Sprechtheater wie Arthur Millers Hexenjagd mit Yves Montand – ein Stück, das er 1956 mit demselben Hauptdarsteller in Zusammenarbeit mit der DEFA in Potsdam-Babelsberg für das Kino adaptierte –, sondern auch die Oper „Carmen“ und eine „Holiday on Ice“-Revue.
Im Kino, wo Raymond Rouleau bereits in einem späten Stummfilm mit Brigitte Helm seinen Einstand – sein Auftritt in Marcel L’Herbiers „Geld! Geld!! Geld !!!“ fiel der Schere zum Opfer – gegeben hatte, fand Rouleau ab 1930 regelmäßig Beschäftigung. Anfänglich, in zahlreichen Vorkriegsfilmen, wurde er mit Rollen jugendlicher Helden und Liebhaber bedacht und entwickelte sich so zu einem Halbstar des französischen Kinos. Der Übergang ins Charakterfach gelang Rouleau während des Zweiten Weltkriegs ohne größere Probleme. Seit seiner Filmregie zu Die Hexen von Salem konzentrierte sich Raymond Rouleau wieder verstärkt auf seine Theateraktivitäten – Regie wie Darstellung – und vernachlässigte die Filmtätigkeit. Seine letzte künstlerische Arbeit war 1981 die Inszenierung und Bearbeitung von Émile Zolas Thérèse Raquin für das Théâtre de Boulogne-Billancourt.
Raymond Rouleau war mit der französischen Schauspielerin und Theaterpädagogin Tania Balachova verheiratet.

## Filmografie
als Schauspieler
- 1928: Geld! Geld!! Geld !!! (L’argent)
- 1930: Ce soir à huit heures
- 1931: Idylle à La plage
- 1932: Suzanne
- 1932: La femme nue
- 1932: Le jugement de minuit
- 1933: Une vie perdue
- 1933: Incognito
- 1934: Der falsche Zar von Kasan (Volga en flammes)
- 1934: Vers l’abîme
- 1935: Die schönen Tage (Les beaux jours)
- 1936: Donogoo
- 1936: Le cœur disposé
- 1936: Trois-six-neuf
- 1937: L’affaire Lafarge
- 1938: Conflit
- 1938: Le drame de Shanghaï
- 1939: Die weiße Sklavin (L’esclave blanche)
- 1939: Coups de feu
- 1939: Le duel
- 1940: Documents secrets
- 1941: Mord am Weihnachtsabend (L’assassinat du Père Noël)
- 1941: Der erste Ball (Premier bal)
- 1941: Mam’zelle Bonaparte
- 1942: Der letzte Trumpf (Le dernier atout)
- 1942: Monsieur de Lourdines
- 1942: Meine größte Liebe (La femme que j’ai le plus aimée)
- 1943: Le secret de Madame Clapin
- 1945: Falbalas – Sein letztes Modell (Falbalas)
- 1945: Le couple idéal
- 1946: Letzte Zuflucht (Dernier refuge)
- 1946: Blick ins Dunkel (Vertiges)
- 1947: Morgen beginnt das Abenteuer (L’aventure commence demain)
- 1947: L’inconnu d’un soir
- 1949: Mission à Tanger
- 1950: Les femmes sont folles
- 1950: Der galante Abenteurer (Méfiez-vous des blondes)
- 1951: Abenteuer in Venedig (Massacre en dentelles)
- 1952: Es ist Mitternacht, Dr. Schweitzer (Il est minuit, Dr. Schweitzer)
- 1952: Brelan d’as
- 1954: Les intrigantes
- 1955: Une fille épatante
- 1956: Die Hexen von Salem (Les sorcières de Salem)
- 1958: Kein Geschäft für schwache Nerven (Le fric)
- 1964: Angst in der Stadt (La grande frousse)
- 1965: Deux heures à tuer

als Regisseur:
- 1931: Une idylle à la plage
- 1932: Suzanne
- 1933: Une vie perdue
- 1935: Rose
- 1936: Trois-six-neuf
- 1937: Le messager
- 1945: Le couple idéal
- 1956: Die Hexen von Salem
- 1961: Les amants de Teruel (auch Drehbuch)